# Carlo Ponti
Carlo Ponti (Magenta, 11 de dezembro de 1912 — Genebra, 10 de janeiro de 2007) foi um produtor de cinema italiano. 
Licenciou-se em Direito em 1935. Na década de 1940 começou sua carreira de produtor realizando o filme Piccolo Mondo Antico, seguido de outros filmes como Gioventù Perduta e Vivere in Pace.
Na década seguinte, se uniu ao produtor italiano Dino De Laurentiis que o fez participar dos grandes filmes italianos da época. Posteriormente produziu para Federico Fellini o filme La Estrada (A Estrada da Vida), para Vittorio De Sica o filme Boccaccio 70 e para Roberto Rossellini o filme Europa 51. Também com Laurentiis realizou a produção de Ulysses de Mario Camerini e Guerra e Paz de King Vidor.
No ano de 1954 iniciou seu trabalho com a atriz Sophia Loren, que depois seria sua esposa de 1957 até ao fim de sua vida, apenas com uma breve separação no início da década de 1960. Saindo da Itália e transferindo seus negócios para a França e também para os Estados Unidos, em 1958 produziu seu maior sucesso Doctor Zhivago (Doutor Jivago - 1965), que foi dirigido por David Lean e galardoado com seis prêmios Oscar da Academia de Hollywood.
Outro sucesso comercial foi o filme La ciociara (Duas Mulheres - 1960), pois o filme rendeu o Oscar de melhor atriz a Sofia Loren, levando-a à consagração mundial.
Ponti trabalhou em mais de 140 filmes, alguns polêmicos, como Massacre em Roma do Diretor George P. Cosmatos. Este filme lhe valeu um processo por difamação contra o Papa Pio XII na década de 1970.
A sua actividade continuou até 1990, quando produziu a série de televisão 'Sabato, domenica, lunedi', de Lina Wertmüller, e em 1998 'Liv', de Edoardo Ponti.
Tinha dois filhos com a atriz Sophia Loren, Carlos Jr. e Edoardo Ponti. Faleceu devido a complicação pulmonar.